# Stadion MOSiR w Nowym Mieście Lubawskim
Stadion MOSiR w Nowym Mieście Lubawskim – stadion piłkarsko-lekkoatletyczny, zarządzany przez Miejski Ośrodek Sportu i Rekreacji w Nowym Mieście Lubawskim. Oprócz 3 pełnowymiarowych trawiastych boisk piłkarskich posiada 2 trawiaste boiska dla dzieci, a  także bieżnię lekkoatletyczną i urządzenia ( rzutnie, skocznie) do rozgrywania wszystkich konkurencji lekkoatletycznych. Stadion posiada Certyfikat PZLA, który pozwala na zaliczanie wyników do oficjalnych tabel i klasyfikacji PZLA oraz nadawania I klasy sportowej. Na tym stadionie rozgrywa swoje spotkania również piłkarska drużyna KS Drwęca Nowe Miasto Lubawskie.

## Historia

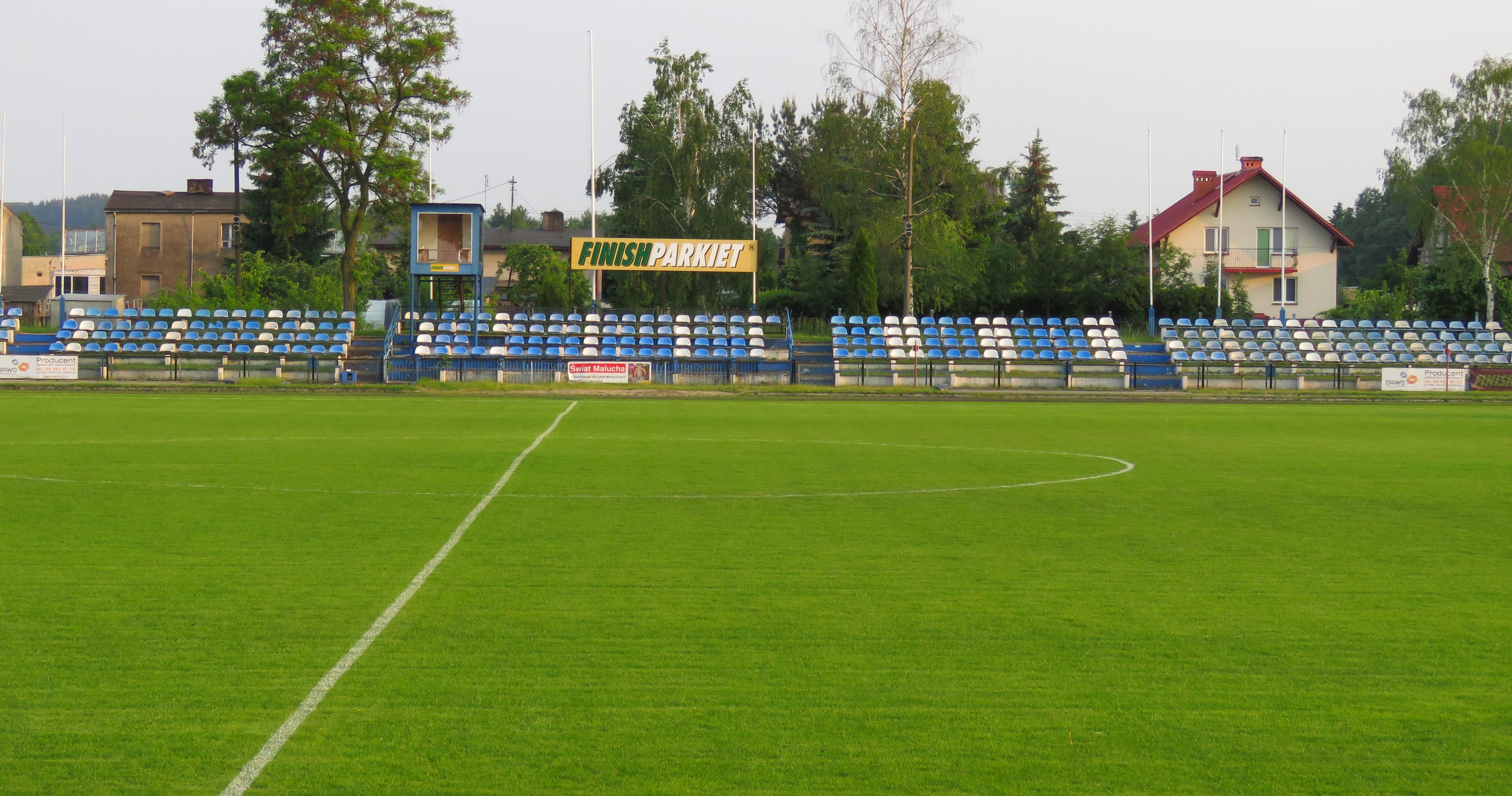
Wygląd trybun przed modernizacją

Stadion MOSiR w Nowym Mieście Lubawskim został wybudowany w latach 30. XX wieku.
W czerwcu 2017 roku obiekt nie spełniał wymogów licencyjnych PZPN na grę drużyny piłki nożnej na poziomie II ligi w wyniku czego pomimo awansu sportowego Drwęca Nowe Miasto Lubawskie nie mogła zagrać na tym poziomie w rozgrywkach. 
Na przełomie 2017 i 2018 roku władze miejskie wyłoniły w procedurze przetargowej wykonawcę, który przeprowadził modernizację Stadionu MOSiR. Podczas której wykonano m.in. budowę budynków zaplecza technicznego, oświetlenia, monitoringu wizyjnego, nagłośnienia boiska głównego, urządzeń sportowych lekkoatletycznych w tym bieżni o długości 400 m, wybudowano także trybuny na 900 miejsc siedzących, 500 pod dachem. Całkowita wartość robót budowlanych została oszacowana na kwotę brutto 6.694.947,99 zł w tym 2.405.000,00 zł dofinansowania z Ministerstwa Sportu i Turystyki.
Stadion uzyskał również licencję W-M Związku Piłki Nożnej i dopuszczono go do rozgrywek ligowych
Uroczystego otwarcia stadionu po modernizacji dokonano w dniu 10 maja 2019 roku.

## Dane techniczne obiektu
| Dane techniczne przed modernizacją | Dane techniczne przed modernizacją |
| ---------------------------------- | ---------------------------------- |
| Wymiary boiska                     | 101 × 70 m                         |
| Pojemność stadionu                 | 2000 miejsc                        |
| Ilość miejsc siedzących            | 960 miejsc                         |
| Sektor gości                       | 160 miejsc                         |
| Oświetlenie                        | treningowe                         |
| Podgrzewana murawa                 |                                    |
| dwa boiska treningowe              |                                    |